# E201
För andra betydelser, se E201 (olika betydelser).

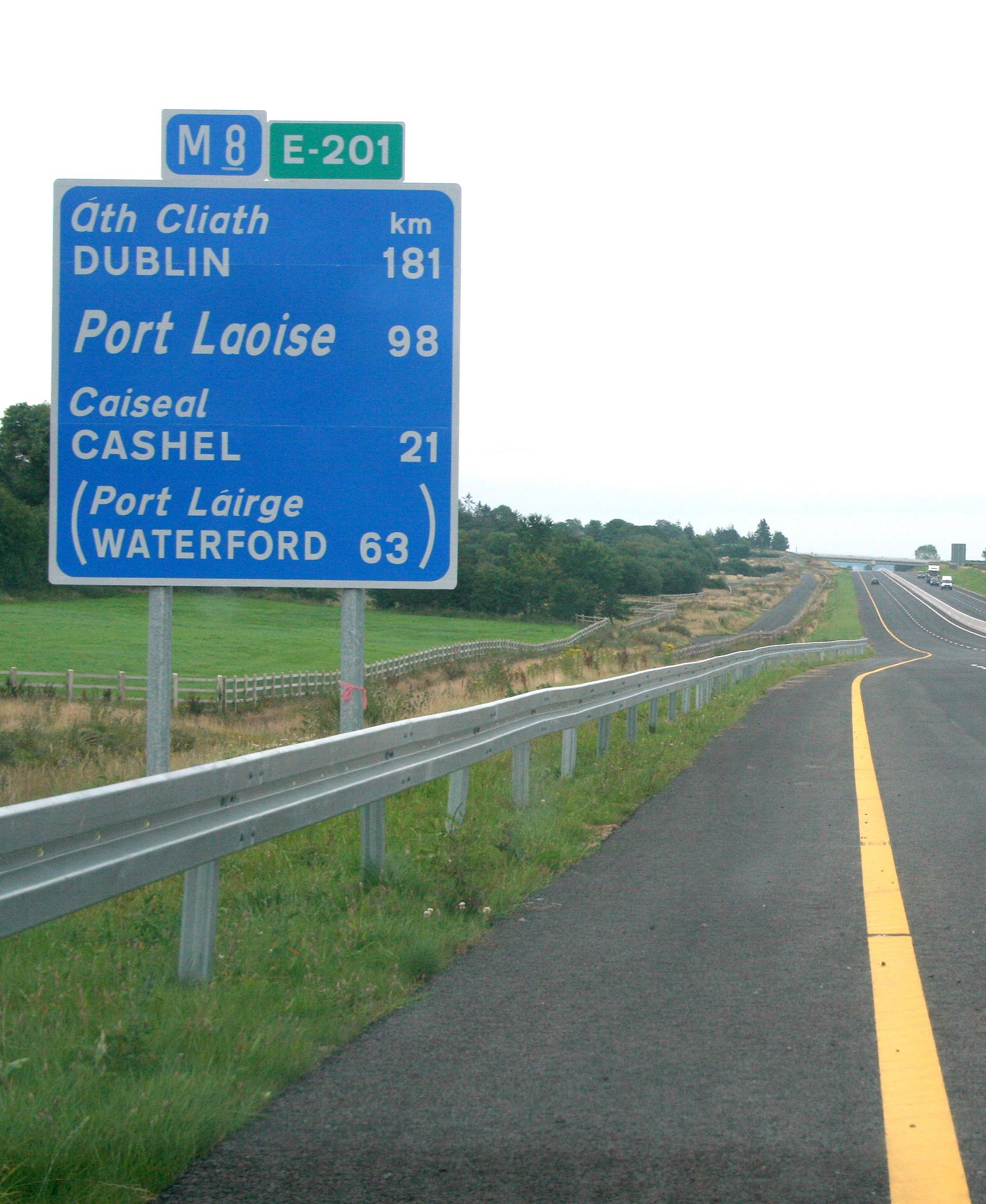
E201 vid Tipperary.

E201 eller Europaväg 201 är även N8/M8 och är en av Republiken Irlands huvudvägar och går mellan huvudstaden Portlaoise och Cork. Nästan hela sträckningen är motorväg och betecknas därför M8, och i övrigt N8. Vägen är också europaväg E201. Vägen är 170 kilometer lång. Som en fortsättning mellan Portlaoise och huvudstaden Dublin (80 kilometer) finns N7/E20.
Från Portlaoise går M8 förbi Abbeyleix, Durrow, Cashel, Cahir, Mitchelstown och Fermoy. Mellan 2004 och 2010 öppnades motorvägssträckorna; innan dess gick vägen genom alla dessa städer utom Cahir. Vid Cork ansluter M8 till N25/E30 som är södra ringvägen, men N8 går in till stadens centrum.